# Наларбор
Наларбор (на английски: Nallarbor Plain) е обширна равнина в Австралия, простираща се между Големия Австралийски залив на юг и Голямата пустиня Виктория на север, в югоизточната част на щата Западна Австралия и югозападната част на щата Южна Австралия. Площта ѝ е около 200 000 km², дължината от запад на изток 1200 km и ширината до 350 km в западната част. Изградена е от палеогенови, силно окарстени варовици, в които напълно липсва повърхностен отток. Падналите валежи много бързо се изгубват в карстовия релеф и излизат на повърхността под формата карстови извори на юг, по крайбрежието на Индийския океан. Повърхността на равнината е изключително плоска, без нито едно възвишение на стотици километри и изпъстрена с множество карстови воронки с диаметър до 1,5 km. Климатът е субтропичен, полупустинен, с годишна сума на валежите 200 – 350 mm. Естествената растителност е бедна, представена основно от треви (лобода, солянка и др.), развити върху сивоземни почви, с множество солонци и солончаци.
По цялото протежение на равнината, от изток на запад преминава Трансавстралийската жп линия, като един от нейните участъци с дължина 478 km е абсолютно прав, без никакво отклонение и е записан в рекордите на Гинес като най-дългия прав участък на жп линия в света.